# Associação de Tênis Feminino
A Associação de Tênis Feminino (português brasileiro) ou Associação de Ténis Feminino (português europeu) (em inglês: Women's Tennis Association; sigla: WTA) é o órgão regulador do principal circuito de tênis profissional feminino – o circuito WTA – e do circuito de nível intermediário, o WTA 125. Sua sede principal se localiza em São Petersburgo, no estado norte-americano da Flórida.
Foi fundada em junho de 1973 por Billie Jean King, motivada pela disparidade de premiações entre as competições masculinas e femininas. As origens da WTA remontam ao torneio Virginia Slims, disputado em Houston, no Texas, durante o mês de setembro de 1970. Organizado pela jogadora Gladys Heldman e patrocinado por Joe Cullman, diretor executivo da empresa de cigarros Philip Morris, cuja marca, Virginia Slims, sustentaria o circuito por vários anos, a disputa ocorreu no Houston Racquet Club, e a americana Rosie Casals sagrou-se campeã.
Pouco após a fundação, nove jogadoras constituíam a WTA. Eram as Nove Originais (Original 9): Julie Heldman, Valerie Ziegenfuss, Judy Dalton, Kristy Pigeon, Peaches Bartkowicz, Kerry Melville Reid, Nancy Richey e Rosie Casals, além de Billie Jean King. Hoje, a Associação engloba mais de 1.600 jogadoras, representando cerca de 85 países e com uma audiência global que supera 700 milhões de espectadores.

## História
A era aberta do tênis, na qual jogadores profissionais podiam competir ao lado de amadores, começou em 1968. Billie Jean King era uma tenista de alto escalão no final dos anos 1960, que ganhou vários títulos e aparecia com frequência na imprensa. O primeiro torneio aberto foi o British Hard Court Championships, em Bournemouth. Mais tarde, naquele ano, no primeiro Torneio de Wimbledon da nova fase, a diferença da premiação era de 2,5 para 1 a favor dos homens. King ganhou £ 750 pelo título, enquanto Rod Laver recebeu £ 2.000. O total foi de £ 14.800 no masculino e £ 5.680 no feminino. A confusão reinou, pois ninguém sabia quantas competições abertas deveriam ter; as que não queriam recompensar financeiramente os jogadores acabaram sumindo do calendário.
Existiam dois circuitos profissionais de tênis no início da era aberta: o World Championship Tennis (WCT), exclusivo para homens, e a National Tennis League (NTL). Ann Jones, Rosie Casals, Françoise Dürr e Billie Jean King se juntaram a NTL. King recebia US$ 40.000 por ano, Jones, US$ 25.000, e Casals e Dürr, US$ 20.000 cada. O grupo disputou torneios consagrados, como o US Open e o Torneio de Wimbledon. Mas também organizou os seus próprios, jogando no sul da França por dois meses. A Federação Internacional de Tênis (ITF) impôs várias sanções: as mulheres foram proibidas de disputar a Wightman Cup em 1968 e 1969 e a Associação de Tênis dos Estados Unidos (USLTA) se recusou a incluir Casals e King em seus rankings nesses anos.
Na década de 1970, a diferença entre premiações havia aumentado. King disse: "Os promotores estavam ganhando mais dinheiro do que as mulheres. Os tênis masculino estava ganhando mais dinheiro. Todo mundo estava, exceto as mulheres". Em 1969, a proporção de 5 para 1 em termos de remuneração entre gêneros era comum em torneios menores. Em 1970, esses números aumentaram em até 12 para 1.
Billie Jean King e Cynthia Starr escreveram em seu livro, We Have Come a Long Way, de 1988: "As mulheres estavam apertadas financeiramente porque não tinham controle em um esporte dominado por homens. Os homens possuíam, dirigiam e promoviam os torneios, e muitos deles eram ex-jogadores; suas simpatias estavam por jogadores do sexo masculino, que argumentam veementemente que a maior parte do dinheiro deveria ir para eles". O ponto mais baixo na desigualdade salarial ocorreu antes do US Open de 1970: o Pacific Southwest Championships, ocorrido em Los Angeles, dirigido por Jack Kramer, anunciou uma diferença de 12 para 1 na premiação. Isso fez com que as 9 melhores tenistas se posicionassem a favor da equidade. "Essas mulheres foram conhecidas como as Nove Originais". Elas não jogaram. Em vez disso, queriam criar o próprio torneio.
Várias jogadoras entraram em contato com Gladys Heldman, editora da revista World Tennis, comunicando que queriam boicotar o evento. Embora Heldman tenha aconselhado a não fazer isso, ela as ajudou a organizar o próprio, em Houston, que aconteceria depois do US Open. O Houston Women's Invitation de 1970, com nove jogadoras, foi gerado. Com o contato de Joseph Cullman, diretor executivo e presidente da Phillip Morris, a nova competição aconteceu e foi bem sucedida, com o firmamento das Nove Originais. A Morris, pela marca de cigarros Virginia Slims, ainda apoiaria o circuito, entrando com 250 mil dólares e se tornando o patrocinador titular.
A International Lawn Tennis Federation (ILTF; nome da ITF na época) começou a abandonar a organização de vários torneios femininos. Por exemplo, em 1970, ela sancionou 15 masculinos, que anteriormente disponibilizavam chaves para os dois gêneros. O Virginia Slims Circuit, que mais tarde absorveria o circuito do Grand Prix feminino da ILTF, e eventualmente se tornar o circuito WTA, foi composto por 19 torneios, todos sediados nos Estados Unidos (mais um em Porto Rico), e a premiação totalizou US$ 309.100.
Em 1973, o US Open se tornou o primeiro do Grand Slam a premiar homens e mulheres igualmente. O Australian Open foi o segundo, mas apenas em 1985, e retornou brevemente à disparidade entre 1996 e 2000. Em 2006, o Torneio de Roland Garros aderiu à tendência, mas só aos campeões. Em 2007, tanto ele quanto o Torneio de Wimbledon o fizeram para todas as fases de disputa.
O impulso que começou nos anos 1970 floresceu na década seguinte. Ao solidificar os contratos televisivos para transmissão de torneios, permitiu que o tênis entrasse na casa de todos. Não precisava de ingresso para ver o espetáculo de jogadores representantes de países do mundo todo. O esporte tornou-se cada vez mais popular à medida que a cobertura avançava. "Os anos 80 energizaram a base de popularidade, levando o tênis de clubes exclusivos e propriedades privadas a parques e arenas públicas. Tornou-se um esporte competitivo, em contraste a um passatempo agradável".
"Desde os primeiros passos em Houston até o atual circuito WTA, com torneios em 33 países e premiação total de US$ 139 milhões (em 2018); de um prêmio 10 vezes menor que o masculino nos Grand Slams de 1970 à paridade em 2007; desde então, o tênis feminino tornou-se (quase) igual ao masculino. E as próprias mulheres o fizeram, o que também explica por que sua administração é independente até hoje".

## O circuito WTA
A WTA foi fundada em uma reunião organizada por Billie Jean King, uma semana antes do Torneio de Wimbledon de 1973. Esse encontro foi realizado no Hotel Gloucester, em Londres. Em 1975, a Associação aumentou o  porte financeiro ao assinar um contrato de transmissão televisiva com a CBS, o primeiro de sua história. Os progressos continuaram: em 1976, a Colgate assumiu o patrocínio do circuito, de abril a novembro. Em 1979, a Avon substituiu a Virginia Slims entre janeiro e março - e, em seu primeiro ano, ofereceu a maior premiação, até então, para a campeã de um torneio: US$ 100.000 no Avon Championships (o evento de fim de temporada da época, que ocorria no encerramento do terceiro trimestre). A Colgate Series, renomeada para Toyota Series em 1981, incluiu torneios em todas as partes do mundo, enquanto os eventos patrocinados pela Avon se deram apenas nos Estados Unidos. Os dois circuitos se fundiram no início da temporada de 1983, quando a Virginia Slims voltou a assumir os direitos totais de patrocínio do circuito WTA. Todo torneio sob a administração da WTA passou a fazer parte da Virginia Slims World Championships Series.
A Virginia Slims (Philip Morris) patrocinou o tênis feminino de 1970 a 1978 e de 1983 a 1994. Houve críticas, como a da Universidade de Stanford, no Estudo Sobre o Impacto da Publicidade de Tabaco: "A Virginia Slims patrocinou habilmente o WTA Championships na época para aumentar as conexões entre cigarros e atletas femininas saudáveis".
Em 1977, o tênis feminino foi o primeiro esporte profissional aberto a mulheres transexuais. A Suprema Corte de Nova York decidiu a favor de Renée Richards, uma jogadora que passou por uma cirurgia de redesignação sexual de homem para mulher. A elegibilidade de jogadores transexuais é oficialmente regulada pelo atual livro de regras oficial da WTA.
Em abril do mesmo ano, o Washington Post publicou um artigo intitulado "Social Variety Is Slim On Women's Tennis Tour", que analisava algumas das desvantagens e dificuldades enfrentadas pelos tenistas no circuito, não muito diferente dos problemas de músicos viajantes realizando uma série de shows em suas turnês.
O artigo incluía a frase "camaradagem que fica aquém da camaradagem", pois o público vê glória e brilho - contracheques, festas e holofotes -, mas nos bastidores existe muito trabalho, tédio, ansiedade e solidão, com as competidoras mantendo certa distância. Sobre a rotina repetitiva e a falta de amigos próximos, uma jogadora desabafa: "Se você está ganhando, tudo bem, mas se você não está jogando bem, é muito difícil".
Em 1995, a Associação de Jogagoras da WTA e o Conselho de Tênis Feminino se fundiram para formar o oficialmente o WTA Tour, que antes carregava somente o nome dos patrocinadores: Kraft Tour, Virginia Slim World Championships Series, Toyota Series, Avon Championship Circuit, etc. No final da temporada, fecha com uma nova marca, a Corel, e 1996 passa a se chamar Corel WTA Tour.

### Marcos de crescimento
O circuito WTA continuou a se expandir durante esses anos. Em 1971, King se estabeleceu como a primeira atleta feminina a ultrapassar US$ 100.000 de ganhos em um único ano. Chris Evert se tornou a primeira atleta feminina a ganhar mais de US$ 1.000.000 em ganhos na carreira em 1976. Em 1980, mais de 250 mulheres jogavam profissionalmente, e o circuito incluía em 47 eventos globais, oferecendo um total de US$ 7,2 milhões de prêmios em dinheiro. Essas oportunidades financeiras crescentes permitiram desenvolvimentos inovadores não apenas no tênis, mas também em outros esportes femininos.
Na ultrapassagem dos limites de milhões na premiação em um único ano, o histórico registra:
- 1982: US$ 1 milhão, Martina Navratilova;
- 1984: US$ 2 milhões, Martina Navratilova;
- 1997: US$ 3 milhões, Martina Hingis;
- 2003: US$ 4 milhões, Kim Clijsters;
- 2006: Venus Williams e a WTA batalharam por prêmios em dinheiro iguais em Roland Garros e em Wimbledon. Os torneios cederam no ano seguinte;
- 2007: US$ 5 milhões, Justine Henin;[16]
- 2009: US$ 6 milhões, Serena Williams;
- 2012: US$ 7 milhões, Victoria Azarenka e Serena Williams;
- 2013: US$ 12 milhões, Serena Williams.

### Gestão
O empresário esportivo americano Jerry Diamond (1928-1996) atuou como diretor executivo da Associação entre 1974 e 1985. Foi fundamental na negociação de acordos comerciais com a Avon, a Colgate-Palmolive e a Toyota. Elaborou o acordo que fez da Virginia Slims a patrocinador titular do circuito por muitos anos.
Larry Scott tornou-se presidente do conselho e diretor executivo da WTA em 16 de abril de 2003. Nesse período, conseguiu o maior patrocínio da história do esporte feminino, um contrato de 6 anos, valendo US$ 88 milhões, com a Sony Ericsson. Em 24 de março de 2009,
anunciou a renúncia para trabalhar como comissário em uma conferência da NCAA.
Em 13 de julho de 2009, foi anunciado que a presidente da WTA desde 2006, Stacey Allaster, deixaria o cargo para assumir os de presidente do conselho administrativo (chairman) e diretora executiva (CEO). Ela foi reconhecida como uma das "Mulheres Mais Poderosas no Esporte" pela revista Forbes e liderou a Associação através de um crescimento significativo, garantindo um acordo de mídia que maximizaria a exposição dos torcedores ao tênis feminino globalmente. Durante sua administração, gerou cerca de US$ 1 bilhão em receitas diversificadas de contratos, construiu a marca globalmente e foi um forte defensora da igualdade de gênero. Seus serviços duraram até setembro de 2015, quando ela entregou os cargos citando motivos pessoais.
Em 5 de outubro, Steve Simon, diretor do torneio de tênis de Indian Wells, foi anunciado para suceder Stacey como diretor executivo.

### Torneios do circuito WTA
Oficialmente conhecido simplesmente como WTA Tour, comercialmente conhecido como Hologic WTA Tour patrocinado pela empresa Hologic, em um contrato de 12 anos, o circuito feminino de elite compreende os eventos do Grand Slam, quatro categorias sob a coordenação da Associação (WTA Finals, WTA 1000, WTA 500, WTA 250 e WTA 125) e os coletivos. A última mudança aconteceu em 2021, fazendo com que os nomes das categorias se aproximassem aos da ATP para melhor compreensão do público em geral.
Obs.: números de 2022, com exceção da United Cup, que estreia, e a Copa Hopman, que retorna em 2023.
| Evento                | Tipo                | Qtd. | Premiação total            | Pontos ao vencedor | Organização |
| --------------------- | ------------------- | ---- | -------------------------- | ------------------ | ----------- |
| Grand Slam            | individual          | 4    | ver os artigos individuais | 2.000              | ITF         |
| WTA Finals            | individual          | 1    | US$ 5.000.000              | 1.125 a 1.500      | WTA         |
| WTA 1000              | individual          | 8    | US$ 2.527.250 a 8.584.055  | 900 a 1000         | WTA         |
| WTA 500               | individual          | 12   | US$ 650.675 a 899.500      | 470                | WTA         |
| WTA 250               | individual          | 30   | US$ 205.597 a 276.750      | 280                | WTA         |
| WTA 125               | individual          | 22   | US$ 115.000 a 150.000      | 160                | WTA         |
| Copa Billie Jean King | coletivo            | 1    | US$ 11.400.000             | 0                  | ITF         |
| United Cup            | coletivo            | 1    | US$ 15.000.000             | 345 a 500          | ATP e WTA   |
| Copa Hopman           | coletivo (exibição) | 1    | TBA                        | 0                  | ITF         |
| Jogos Olímpicos       | coletivo            | 1    | ver os artigos individuais | 0                  | ITF         |

### Torneios do circuito challenger
A WTA ainda organiza o circuito intermediário, composto de torneios de uma só categoria, o WTA 125. Estreou em 2012 e já foi chamado de WTA Challenger Series e WTA 125K. Seu nome se dá por causa da premiação total padrão de cada evento – US$ 125.000. Essa cifra durou até 2020, quando a pandemia de COVID-19 inviabilizou quase toda a temporada. A partir do ano seguinte, o prêmio foi ajustado para US$ 115.000.
Obs.: números de 2022.
| Evento  | Qtd. | Premiação total | Pontos ao vencedor | Organização |
| ------- | ---- | --------------- | ------------------ | ----------- |
| WTA 125 | 24   | US$ 115.000     | 160                | WTA         |

## Rankings da WTA
A WTA publica semanalmente, às segundas-feiras, a atualização dos rankings das jogadoras profissionais. Os rankings da WTA (geralmente chamados de "rankings mundiais") se modificam constantemente, sendo consideradas pontuações obtidas nas últimas 52 semanas. Servem para determinar a classificação de entrada e posição de cabeças de chave em todos os torneios de simples, duplas e até mistas (que não possuem ranking próprio, mas usa a combinação dos outros dois). A jogadora com mais pontos no final da temporada é a número 1 do mundo do ano.
Há ainda os rankings de corrida, que começam a contar no início da temporada e terminam no último evento regular, valendo para a classificação no WTA Finals. Ao fim deste, são descartados.